# Васильєв-Мюллер Олександр Валерійович.
Васильєв-Мюллер Олександр Валерійович — академік Нью-Йоркської Академії наук, член AAAS, Почесний член Академії ЕНіПД Росії; Заступник голови Азовського (Українського) відділення Академії економічних наук і підприємницької діяльності, доктор економічних наук, с.н.с.

## Наукова діяльність
- Історія економічних вчень на початку XXI століття: від Баальбека до довгих хвиль М. Д. Кондратьєва та закону збереження праці
- Головні орієнтири соціальної ринкової економіки України
- Економічні концепції монетаристів.
- Кейнсіанство і Неокейнсіанство.
- Проблеми єдиного правового поля церковно-канонічного права в Україні і Європі
- Історична школа та теорії конфліктності.
- Теорії та економічна політика неолібералізму.

## Журнальні публікації
Васильєв-Мюллер О. В. Головні орієнтири соціальної ринкової економіки України: до українського прориву шляхом Людвіга Ерхарда Університетські наукові записки. Часопис Івано-Франківського університету права імені Короля Данила Галицького. Науковий журнал. — 2009. — № 1 — С.109-120.